# Верхнє Турмишево
Верхнє Турми́шево (рос. Верхнее Турмышево, чув. Тури Тăрмăш) — присілок у складі Батиревського району Чувашії, Росія. Входить до складу Тарханського сільського поселення.
Населення — 290 осіб (2010; 318 у 2002).
Національний склад:
- чуваші — 98 %